# Sonic Team
Sonic Team (яп. ソニックチーム Соникку Ти:му), также известна как Global Entertainment и Sega AM8 — разработчик компьютерных игр, принадлежащий японской компании по производству видеоигр Sega в составе ее подразделения исследований и разработок Sega CS № 2. Sonic Team наиболее известна своей серией Sonic the Hedgehog и такими играми, как Nights into Dreams... и Phantasy Star Online.
Первоначальная команда, сформированная в 1990 году, состояла из сотрудников отдела потребительского развития Sega, включая программиста Юдзи Наку, художника Наото Осиму и дизайнера уровней Хирокадзу Ясухару. Команда взяла название Sonic Team в 1991 году, выпустив свою первую игру Sonic the Hedgehog для Sega Mega Drive. Это был крупный успех, который способствовал миллионным продажам Mega Drive. Следующие игры серии Соника были разработаны Накой и Ясухарой в Америке в Техническом институте Sega, в то время как Осима работал над Sonic CD в Японии. Нака вернулся в Японию в конце 1994 года, чтобы возглавить CS3, позже переименованную в R&D №8. За это время подразделение приобрело бренд Sonic Team, но разработало игры, в которых нет Соника, такие как Nights into Dreams... (1996) и Burning Rangers (1998).
После релиза Sonic Adventure в 1998 году часть сотрудников Sonic Team переехала в США, чтобы сформировать Sonic Team USA и разработать Sonic Adventure 2 (2001). После того, как Sega разделила свои студии на отдельные компании, R&D №8 в 2000 году стала SONICTEAM Ltd., с Накой в качестве генерального директора и Sonic Team USA в качестве дочерней компании. Финансовые проблемы Sega привели к нескольким крупным структурным изменениям в начале нулевых годов; В 2003 году студия United Game Artists была поглощена Sonic Team, а спустя год в 2004 году Sonic Team USA стала Sega Studios USA.
В том же году после того, как Sammy Corporation приобрела Sega, Sonic Team была реинкорпорирована, чтобы стать отделом исследований и разработок GE1 в Sega. Нака ушел во время разработки Sonic the Hedgehog (2006), а Sega Studios USA была объединена обратно в Sonic Team в 2008 году. Следующее десятилетие было отмечено играми серии Соника, получившими неодинаковый отклик, и глава студии Такаси Иидзука признал, что Sonic Team отдавала приоритет доставке, а не качеству.

## История

### 1990: Формирование иSonic the Hedgehog

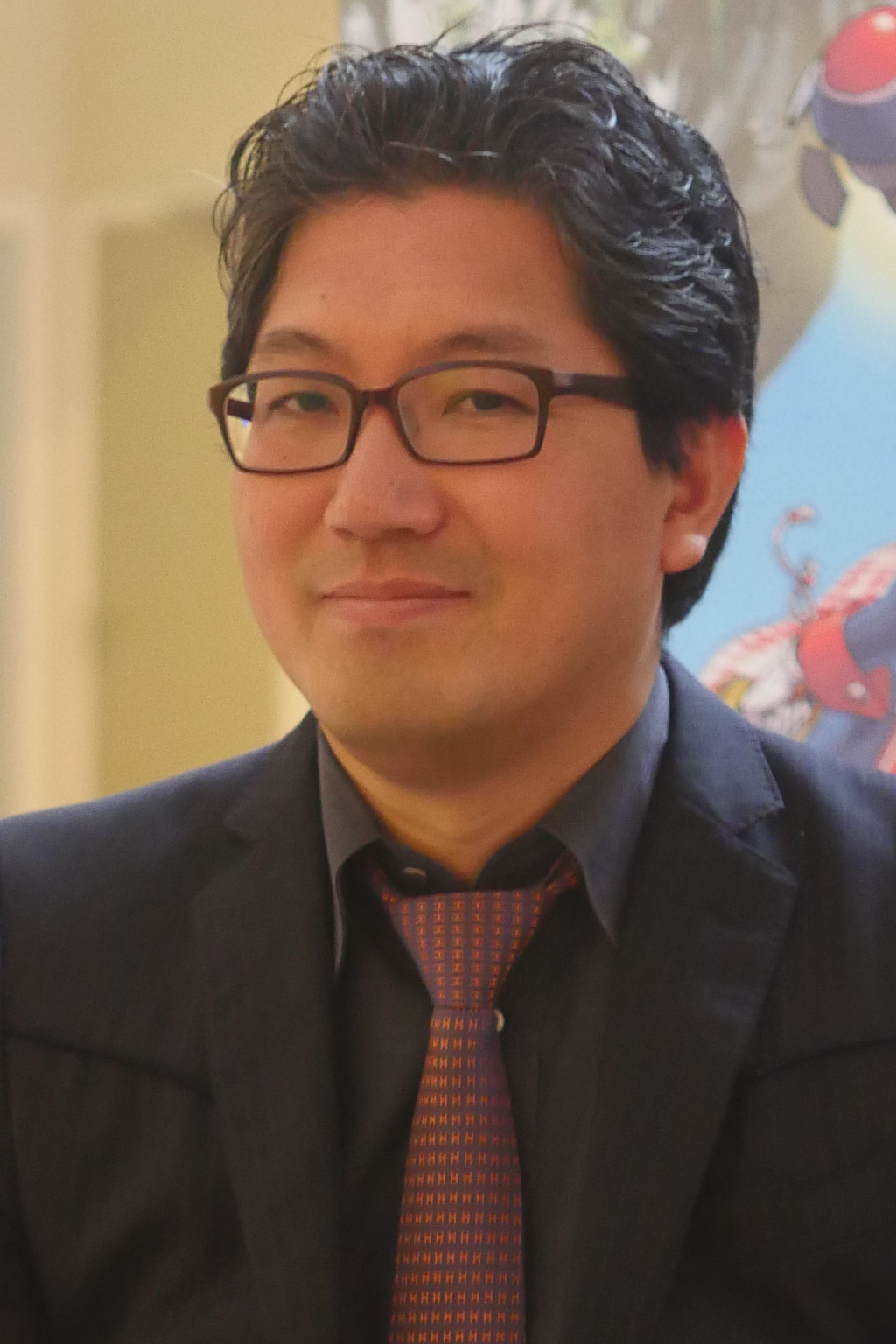
Юдзи Нака, программист Sonic Team, а позже президент подразделения

В 1984 году программист Юдзи Нака был нанят в подразделение Sega по развитию потребителей. Его первым проектом был Girl's Garden, который он и Хироси Кавагути создали в рамках своего учебного процесса. Для своей следующей игры, Phantasy Star (1987) для Master System, Нака создал псевдо-3D анимационные эффекты. Он познакомился с художником Наото Осимой во время работы над игрой.
В конце 1980-х - начале 1990-х годов между Sega и Nintendo возникло соперничество связи с выпуском их 16-разрядных игровых консолей: Sega Mega Drive и Super Nintendo Entertainment System. Sega нуждалась в персонаже-талисмане, который был бы таким же синонимом их бренда, каким Марио был для Nintendo. Sega хотела создать потрясающее приложение и персонажа, который мог бы понравиться более взрослой аудитории, чем подростки, продемонстрировать возможности Genesis и обеспечить коммерческий успех в Северной Америке.
Sega провела внутренний конкурс на разработку дизайна персонажей для талисмана. Осима разработал синего ежа по имени Соник, который был вставлен в прототип игры, созданный Накой. Дизайн Соника был доработан, чтобы быть менее агрессивным и привлекать более широкую аудиторию, прежде чем подразделении приступили к разработке своей платформенной игры Sonic the Hedgehog. По словам Осимы, Sega искала игру, которая хорошо продавалась бы как в США, так и в Японии. У Осимы и Наки уже были готовы игра и персонаж, а Осима работал с отделом игрушек и канцелярских принадлежностей Sega над дизайнерскими идеями. Осима сказал, что их прогресс побудил Sega выбрать их предложение, поскольку они были единственной командой, вложившей много времени и усилий. Это вселило в него уверенность, что их предложение будет выбрано.
Проект Sonic the Hedgehog начинался только с Накой и Осимой, но вырос до участия двух программистов, двух звукорежиссеров и трех дизайнеров. Хирокадзу Ясухара присоединился, чтобы руководить Накой и Осимой и разрабатывать уровни, и стал ведущим дизайнером. Он удовлетворил просьбу Наки о простом дизайне с одной кнопкой, заставив Соника наносить урон прыжками. Sonic the Hedgehog был выпущен в 1991 году и имел большой успех, способствуя миллионным продажам Mega Drive и Genesis. При выпуске игры команда взяла название Sonic Team. На данный момент Нака называл Sonic Team всего лишь "названием команды".

### 1994-1998: Восстановление и новые интеллектуальные свойства

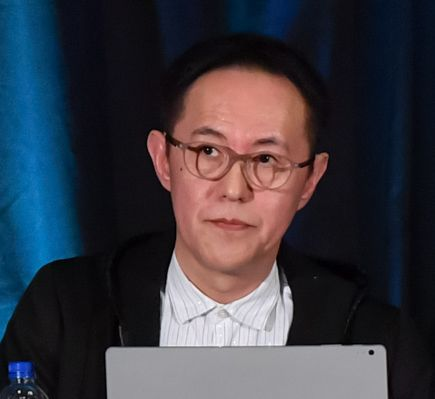
Наото Осима, художник Sonic Team, создавший персонажа Sonic the Hedgehog

Вскоре после релиза Sonic the Hedgehog. Нака, Ясухара и ряд других японских разработчиков переехали в США, штат Калифорния, чтобы присоединиться к Sega Technical Institute (STI), подразделению разработчиков, основанному Марком Черни, задуманному как элитная студия, сочетающая философию дизайна американских и японских разработчиков. Пока Нака и Ясухара разрабатывали Sonic the Hedgehog 2 с него, Осима работал над Sonic CD, приквелом для дополнения Sega CD. Хотя Нака не принимал непосредственного участия в разработке Sonic CD, он обменялся дизайнерскими идеями с Осимой.
После релиза Sonic & Knuckles в 1994 году Нака вернулся в Японию, где ему предложили роль продюсера. Он был назначен ответственным за отдел потребительского развития Sega №3, также известный как CS3. Нака воссоединился с Осимой и привел с собой Такаси Иидзуку, который также работал с командой Нака в STI. В середине 1990-х Sonic Team начали работу над новой интеллектуальной собственностью, что привело к созданию Nights into Dreams... (1996) и Burning Rangers (1998) для Sega Saturn. Нака заявил, что с выпуском Nights Sonic Team по-настоящему сформировалась как бренд.
Для Saturn было выпущено несколько игр серии Соника. Поскольку Sonic Team была занята Nights into Dreams, она передала разработку последней игры Mega Drive Соника, Sonic 3D Blast (1996), на аутсорсинг британской студии Traveller's Tales. Команда Sonic Team разработала бонусные уровни для порта Saturn, выпущенного вместо отмененной STI-игры Sonic X-treme. Ясухара переехал в Лондон, чтобы помочь в разработке Sonic R (1997), гоночной игры Sonic Racing, совместно разработанной Sonic Team и Traveller's Tales. Единственной другой игрой Saturn Соника был Sonic Jam (1997), сборник игр Mega Drive, в котором Sonic Team из 3D основого мира экспериментировала с игровым процессом 3D Соника.
Saturn потерпел коммерческий провал, который некоторые авторы объяснили отсутствием в нем серьезной игры Соника. Sega переключила внимание на Dreamcast, который был запущен в Японии в 1998 году. Команда Sonic Team увидела в Dreamcast возможность вернуться к серии Соника. Они начали работать над 3D-игрой Соника для Saturn, но разработка переместилась в Dreamcast, чтобы соответствовать планам Sega. Иидзука руководил проектом; его давно хотел создать ролевую видеоигру Соника и чувствовал, что Dreamcast достаточно мощен, чтобы реализовать его видение. Игра стала Sonic Adventure (1998), бестселлером Dreamcast.
Примерно в это же время CS3 был переименован в Sega Research and Development Department №8 (R&D №8). It was sometimes referred to as AM8 or "Sega-AM8", Иногда его называли AM8 или "Sega-AM8", поскольку отдел исследований и разработок Sega был назван Sega Entertainment Machine Research and Development (AM), хотя Sonic Team сосредоточилась исключительно на играх для домашних консолей. До 2000 года СМИ называли Sonic Team и R&D №8, и AM8. and AM8.

### 1999-2003: Реструктуризация Dreamcast, Sonic Team USA и Sega
В 1999 году, вскоре после релиза Sonic Adventure, двенадцать членов Sonic Team переехали в Сан-Франциско, чтобы основать Sonic Team USA, в то время как другие остались в Японии. Вскоре после этого ряд ключевых сотрудников, включая Осиму, покинули Sega, чтобы основать новую студию Artoon. Sonic Team добилась успеха на рынке аркадных игр в этом году с запуском ритм-игры Samba de Amigo, выпущенной для Dreamcast. Они также начали разрабатывать онлайн-игры; в том же году году они выпустили ChuChu Rocket!, головоломку, в которой использовались онлайн-возможности Dreamcast. В 2000 году Sonic Team запустила ролевую игру Phantasy Star Online, которая имела критический и коммерческий успех..
В октябре 2000 года Sega начала реструктуризацию своих студий и выделила подразделения программного обеспечения в дочерние компании. Когда отделы получили новые названия, Нака посчитал важным сохранить торговую марку Sonic Team, и новым юридическим названием подразделения как компании стало SONICTEAM, Ltd. Нака был назначен генеральным директором, и Sonic Team USA стала дочерней компанией новой студии.
Несмотря на ряд хорошо принятых игр, Sega прекратила выпуск Dreamcast в 2001 году и вышла из аппаратного бизнеса. Sega перешла к стороннему разработчику и начала разрабатывать игры для нескольких платформ. С 2000 года Sonic Team в Японии стала выпускать меньше игр, выпустив несколько релизов, таких как игра-головоломка Puyo Pop и экшн Billy Hatcher and the Giant Egg. Изменения в компании и отсутствие консоли Sega повлияли на Sonic Team; по словам Нака в интервью 2006 года, "Наш подход всегда заключался в создании стратегических концепций игр, которые включали аппаратное обеспечение. Нам действительно немного не хватает идеи о том, что мы можем решать эти постоянные проблемы ". Ясухара ушел, чтобы присоединиться к Naughty Dog после того, как Sega прекратила выпуск Dreamcast. Однако оригинальность оставалась важной для Нака; Sonic Team разработала Sonic Heroes вместо Sonic Adventure 3, исследовала жанр цифровых карточных игр с Phantasy Star Online Episode III: C.A.R.D. Revolution и разработала оригинальную игру Billy Hatcher. Нака приписывает устойчивый успех Соника привлекательности персонажа для детей. Целью Нака было привлечь как можно большую аудиторию и понравиться детям.
В начале 2003 года президент Sega Хидеки Сато и исполнительный директор Тетсу Камая объявили, что уходят со своих должностей, а Сато заменил Хисао Огучи, глава Hitmaker. В рамках плана реструктуризации Огучи объявил о своем намерении объединить студии Sega в "четыре или пять основных подразделений". Sonic Team была финансово платежеспособна и поглотила United Game Artists, еще одну дочернюю компанию Sega, возглавляемую Тецуей Мидзугути и известную по музыкальным играм Space Channel 5 (1999) и Rez (2001).
2004–настоящее время: Реинтеграция и последние годы
В 2004 году японская компания Sammy приобрела контрольный пакет акций Sega и сформировала Sega Sammy Holdings.  Перед слиянием Sega начала процесс реинтегрирования своих дочерних компаний в основную студию. Sonic Team USA стала Sega Studios USA, в то время как SONICTEAM Ltd. стала подразделением исследований и разработок Sega Global Entertainment №1 (GE1). Команда по-прежнему называется Sonic Team. По состоянию на 2005 год высокопоставленные деятели Sega, включая Тосихиро Нагоси и Ю Судзуки, подчинялись Наке; по словам Такаси Юды, он участвовал во всех разработках игр Sega. Нака объявил о своем уходе 8 мая 2006 года и основал новую студию Prope, чтобы сосредоточиться на создании оригинальных игр. Он покинул Sonic Team во время разработки Sonic the Hedgehog (2006), выпущенного в рамках празднования 15-летнего юбилея франшизы Соника. Sonic the Hedgehog подвергся критике из-за своих багов и недостатков дизайна; Sonic Unleashed (2008) получил смешанные отзывы, но продавался хорошо. Обе игры были выпущены для PlayStation 3 и Xbox 360; Sonic Team также разработала серию игр Соника  для Wii и Nintendo DS, таких как Sonic and the Secret Rings 2007 года выпуска.
К 2010 году Sonic Team стала частью CS Research and Development № 2 (CS2), Sega Studios USA была реинтегрирована в японскую команду, а Иидзука стал главой отдела. После серии плохо принятых релизов Соника, Sonic Team переориентировалась на скорость и более традиционную боковую прокрутку в Sonic the Hedgehog 4: Episode I и II, Sonic Generations и Sonic Colours, которые получили лучшие отзывы. В 2015 году Иидзука признал в интервью американского веб-сайта Polygon, что Sonic Team отдавала приоритет доставке игр, а не качеству, и недостаточно участвовала в более поздних играх Соника сторонних производителей, таких как Sonic Boom: Rise of Lyric. Он надеялся, что логотип Sonic Team станет "знаком качества"; он планировал выпускать качественные игры и расширять бренд Соника, сохраняя при этом современный дизайн Соника. Иидзука заявил, что при создании новых вещей во франшизе временами были как хорошие, так и плохие моменты. Первая игра Sonic Team, эксклюзивная для смартфонов, Sonic Runners, была выпущена в 2015 году. Бесконечный раннер, он был разработан так, чтобы иметь большую реиграбельность, чем другие игры в этом жанре. Sonic Runners получила смешанные отзывы и была убыточной, что привело к прекращению ее выпуска год спустя.
В 2017 году Sonic Team разработала и выпустила Sonic Forces, а Кристиан Уайтхед курировал разработку Sonic Mania. Forces была ориентирована на широкую аудиторию молодых и взрослых игроков, в то время как Mania была ориентирована на поклонников оригинальных игр Mega Drive. Mania стала лучшей рецензируемой игрой Соника за 15 лет после почти двух десятилетий неоднозначных отзывов о франшизе. Sonic Team также внесла свой вклад в перезагрузку Sakura Wars в 2019 году. Sonic Team входит во второе бизнес-подразделение Sega, в котором по состоянию на 2023 год работает более 400 сотрудников.

### Sonic Team USA / Sega Studios USA
Шаблон:Различать
Sonic Team USA, позже Sega Studios USA, была подразделением Sega и Sonic Team, в то время как Sonic Team была дочерней компанией. Она была основана, когда двенадцать членов Sonic Team, включая Такаси Иидзуку, переехали в Сан-Франциско, штат Калифорния, США, в 1999 году, и была дочерней компанией SONICTEAM, Ltd. к 2000 году. Команда работала над разработкой игр, переводом и исследованиями рынка в США, пока они не вернулись в Японию и снова не объединились в Sonic Team в 2008 году.
Sonic Team USA перевела Sonic Adventure и протестировала ChuChu Rocket! в Америке  перед началом работы над Sonic Adventure 2. Они черпали вдохновение в своем местоположении в Сан-Франциско, а также в национальном парке Йосемити и других районах США. Sonic Adventure 2 была выпущена 23 июня 2001 года, и была портирована на GameCube. Следующим проектом Sonic Team USA стали Sonic Heroes (2003), первая игра серии Соника, разработанная для нескольких платформ. Sonic Team USA применила другой подход к Heroes из игр Sonic Adventure, сосредоточившись на игровом процессе, более похожем на игры Mega Drive, к которому могли адаптироваться даже обычные геймеры.
После того, как SONICTEAM, Ltd. снова объединилась с Sega в 2004 году, Sonic Team USA была переименована в Sega Studios USA. Их следующим проектом был Shadow the Hedgehog, выпущенный в 2005 году, спин-офф с Шэдоу в главной роли. В отличие от предыдущих игр, Shadow the Hedgehog была ориентирована на игроков постарше и отличалась различными стилями геймплея, включая использование оружия и различные концовки игры. Shadow the Hedgehog был критически оценен за его зрелые темы и дизайн уровней, но имел коммерческий успех, было продано не менее 1,59 миллиона единиц.
Последней игрой Sega Studios USA стала Nights: Journey of Dreams, продолжение Nights into Dreams и первая игра Nights после отмены Air Nights в 2000 году. Иидзука посчитал важным сохранить концепцию оригинальной игры при разработке новой механики и выпустил ее на Wii, более ориентированной на семью консоли.. Journey of Dreams также была разработана с учетом более европейской атмосферы, в отличие от игр Соника, которые были более американскими. Звук и компьютерная графика были завершены Sonic Team в Японии, в то время как Sega Studios в США выполнила остальную часть разработки для выпуска 2007 года.
Sega Studios USA курировала разработку Sonic Rivals (2006) и Sonic Rivals 2 (2007) компанией Backbone Entertainment. В 2008 году Sega Studios USA объединилась с Sonic Team, сделав Иидзуку главой Sonic Team и вице-президентом по разработке продуктов для Sega. В 2016 году Иидзука переехал в Лос-Анджелес, чтобы курировать разработку, с целью превратить тамошние студии в "централизованный центр мирового бренда".
- Игры

Sonic Team разработала ряд видеоигр, многие из которых стали бестселлерами. Студия наиболее известна своей серией платформеров Sonic the Hedgehog, на долю которых приходится большая часть работ Sonic Team; выпуск Sonic the Hedgehog 1991 года считается одним из самых важных моментов в истории видеоигр, поскольку он способствовал росту продаж Mega Drive и вытеснил Nintendo в качестве ведущей компании по производству видеоигр. Sonic Team также разработала широкий спектр других игр, включая экшены, такие как Nights into Dreams, Burning Rangers и Billy Hatcher and the Giant Egg, онлайн-головоломку ChuChu Rocket!, онлайн-ролевую игру Phantasy Star Online и музыкальную игру Samba de Amigo.  Phantasy Star Online известна тем, что представила онлайн-РПГ на консолях и стала первой онлайн-РПГ для многих игроков. По словам Шона Смита из Retro Gamer, немногие компании могли бы утверждать, что выпустили столько игр AAA за такой длительный период, особенно между 1991 и 2000 годами. Некоторые игры Sonic Team, такие как оригинальные игры Соника для Mega Drive и Nights, считаются одними из лучших видеоигр, когда-либо созданных. Иидзука сказал, что Sonic Team были бы открыты для разработки игры три Nights или продолжения Knuckles' Chaotix (1995), если бы Sega заказала им.
Sega и Sonic Team подверглись критике за их обращение с Sonic the Hedgehog после начала 3D-эры видеоигр. Эдвин Эванс-Тирлуэлл из Eurogamer описал 3D-игры Соника как "20 с лишним лет медленно накапливающегося дерьма" и написал, что в отличие от главного конкурента Соника, серии от Марио от Nintendo, Соник в 3D никогда не пользовалась "трансцендентным успехом". Золани Стюарт из Kotaku утверждала, что больший акцент на сюжет и персонажа превратил Соника в "плоскую, безжизненную оболочку персонажа, который выплевывает лозунги и, как правило, обладает только одним типом личности, чуваком с радикальным отношением, печальным переработанным образом расплывчатой культурной концепции 90-х". Директор по маркетингу американского подразделения японской корпорацией SEGA Эл Нильсен и разработчик Sonic Mania Кристиан Уайтхед сказали, что большое количество персонажей было проблематичным, и Уайтхед назвал их "дополнениями". В 2015 году генеральный директор Sega Харуки Сатоми признал, что Sega "частично предала" доверие своих поклонников и надеялась сосредоточиться на качестве, а не на количестве.